# Wild Days
«Wild Days» — первый сингл немецкой поп-рок-группы Fool's Garden из альбома Dish of the Day . Он был записан в 1994 году и перезаписан на Hinkelstone Studio и New Line Studio (Штутгарт) в 1996 году. Песня входит в сборник лучших хитов группы High Times — The Best of Fools Garden. Для этого сборника она была перезаписана. В середине 90-х годов композиция была выбрана для рекламного ролика сети универмагов C&A. Песня заняла 59 место в немецком чарте и 37 в австрийском.

## Список композиций

### Оригинальный релиз
1. «Wild Days»
2. «Pieces»
3. «Wild Days (Vicenza Mix)»
4. «The Tocsin»

### Переизданная версия
1. «Wild Days (radio version)» — (3:29)
2. «Wild Days (Spring Time version)» — (3:28)
3. «Wild Days (Starr mix)» — (3:11)
4. «Wild Days (Special Version)» — (3:19)
5. «Spirit '91 (live)» — (4:58)

Оригинальная «Spirit '91» взята из второго альбома Once in a Blue Moon.

## В записи участвовали
- Петер Фройденталер — вокал
- Фолькер Хинкель — гитара, вокал
- Томас Мангольд — бас-гитара
- Ральф Вохеле — ударные
- Роланд Рёль — клавишные